# La Chapelotte
La Chapelotte is een gemeente in het Franse departement Cher (regio Centre-Val de Loire) en telt 188 inwoners (2004). De plaats maakt deel uit van het arrondissement Bourges.

## Geografie
De oppervlakte van La Chapelotte bedraagt 27,8 km², de bevolkingsdichtheid is 6,8 inwoners per km².
De onderstaande kaart toont de ligging van La Chapelotte met de belangrijkste infrastructuur en aangrenzende gemeenten.

## Demografie
Onderstaande figuur toont het verloop van het inwonertal (bron: INSEE-tellingen).